# José Rogelio Álvarez
José Rogelio Álvarez Encarnación (Guadalajara, Jalisco, 12 de junio de 1922 - Ciudad de México, 2 de marzo de 2011) fue un escritor, editor,  historiador y académico mexicano. Su labor como enciclopedista fue destacada por publicar y dirigir la Enciclopedia de México.

## Estudios
Cursó la licenciatura de Historia de México en la Facultad de Filosofía y Letras en la Universidad Nacional Autónoma de México (UNAM), realizó cursos en la Escuela Nacional de Economía y en la Escuela Nacional de Antropología e Historia.[cita requerida]

## SEP y Conafe.Enciclopedia de México
Colaboró con la  Secretaría de Educación Pública como asesor del secretario Agustín Yáñez de 1967 a 1970, y del secretario  Fernando Solana en 1978.  Fue director general del Consejo Nacional de Fomento Educativo en 1979, durante la presidencia de José López Portillo. En 1969, compró la Compañía Editora de Enciclopedias de México, y ocho años más tarde, en 1977, y con la participación de cuatrocientos colaboradores, publicó la Enciclopedia de México en doce tomos. La obra alcanzó un tiraje de ciento veinte mil colecciones. Dirigió la casa editora hasta 1992.[cita requerida]

## Académico
En 1982, fue promotor de la creación de El Colegio de Jalisco. Desde 1987, fue miembro vitalicio del Consejo de la Crónica de la Ciudad de México. Fue elegido miembro de número de la Academia Mexicana de la Lengua el 14 de julio de 1988, y tomó posesión de la silla XXVIII el 20 de febrero de 1992. Se retiró el 23 de noviembre de 2006. Fue miembro honorario del Seminario de Cultura Mexicana. Murió el 2 de marzo de 2011, en la Ciudad de México.

## Reconocimientos
- Premio Jalisco, en 1977.
- Medalla "Benito Juárez" otorgada por la Sociedad Mexicana de Geografía y Estadística en 1993.
- Premio Ciudad de Guadalajara, en 1994.
- Doctor honoris causa por la Universidad de las Américas de Puebla, en 1995.
- Maestro Emérito por El Colegio de Jalisco, en 2005.[5]
- En su memoria, un grupo de intelectuales dieron su nombre a La Tertulia del Convento "José Rogelio Álvarez" a la que él mismo convocaba "en su casona de la avenida del Convento número 25 en San Diego Churubusco, Coyoacán", a decir de Gonzalo Celorio.[6][7]

## Obras publicadas
Fue reportero, redactor y jefe de redacción de la revista Tiempo. Colaboró para las revistas Historia Mexicana, Mañana, De América, para el periódico El Popular y para el Itinerario de los Ferrocarriles Nacionales de México. Entre sus obras, destacan:
- Jalisco: nueve ensayos, en 1964.
- Enciclopedia de México, de doce tomos, coautor, editor y director, en 1977, con la colaboración de otros cuatrocientos autores.
- San Pedro Tlaquepaque. Historia de la localidad y descripción de todas las ramas de arte popular que ahí se producen, en 1979.
- Documentos inéditos e impresos muy raros sobre la Guerra de Tres Años (1858 - 1860), en 1979.
- Valentín Gómez Farías. Legislación educativa. Introducción histórica y reproducción facsimilar, en 1981.
- Summa mexicana: el gran libro sobre México, en 1991.
- El Diccionario Universal de Orozco y Berra, en 1993.
- Leyendas mexicanas: antología, en 1998.
- Relatos testimoniales, en 1999.